# Richmond (Columbia Britannica)
Richmond  è una città del Canada, nella provincia della Columbia Britannica.
Fa parte della regione urbana della Grande Vancouver. Venne incorporata come municipalità nel 1879, ed assunse lo status di city nel 1990. Al 2006 possedeva una popolazione di 174 471 abitanti.
A Richmond si trova l'Aeroporto Internazionale di Vancouver.